# رجيف
رجيف (بالروسية: Ржев)  هي إحدى مدن روسيا في الكيان الفدرالي الروسي تفير أوبلاست.تقع المدينة على ضفتي نهر الفولغا.تبلغ مساحتها أكثر من 56 كيلومترا مربعا وعدد نفوسها مايقارب من 65 الف نسمة. تبعد رجيف عن مدينة تفير مسافة 130 كم.

## نبذة تاريخية عن المدينة
تعتبر سنة 1216 السنة الرسمية لتأسيس المدينة بالرغم من وجود دلائل عديدة تشير إلى وجود المدينة قبل هذا التاريخ بفترة طويلة. ومن أهم الوثائق التي تشير إلى قدم المدينة ذكرها في المدونات التاريخية عام 1019 وكذلك عام 1150 بكون المدينة تعود إلى امارة سمولينسك.
ان موقع المدينة الجغرافي منحها فرصة كبيرة لتطوير التجارة، كما ان قربها من الحدود الغربية للدولة اعطاها اهمية دفاعية كبيرة. فخلال القرنين 13 و 14 كانت الحياة في المدينة صعبة للغاية وان أي جهة كانت تسيطر على المدينة كانت تحصل على قلعة حصينة وتسيطر على الطرق التجارية، لهذا كانت المدينة القلعة موضع صراع دائم بين الاطراف المحيطة بها وهي محافظة تفير ونوفغورود التي حاولت جهدها لاخضاع المدينة لسيطرتها. في القرن الـ 14 بدأ صراع عنيف بين موسكو وامارة ليتوانيا من اجل السيطرة على المدينة التي كانت تنتقل من يد إلى أخرى. وتشير الوثائق التاريخية إلى اشتراك مقاتلين من المدينة ضمن قوات الأمير دميتري دونسكوي عام 1386 في حملته على نوفغورود وهذا يعني ان المدينة كانت تحت امرة امارة موسكو.
لقد اعطت موسكو المدينة اهمية كبيرة باعتبارها قلعة تحمي الحدود الغربية من هجمات البولنديين والليتوانيين. وازدادت الاهمية التجارية للمدينة حيث كانت تنطلق منها وتمر خلالها القوافل التجارية برا والسفن التجارية خلال نهر الفولغا، وادى هذا إلى توسع المدينة وازدهارها، في نهاية القرن 17 بنيت مباني حجرية ومستودعات ومرافئ جديدة واصبحت المدينة أحد المراكز التجارية والصناعية في الامبراطورية الروسية. حيث كان يوجد فيها بنهاية القرن الـ 18 160 ورشة صناعية مختلفة. والقطاع الاساسي للصناعات كان إنتاج الحبال التي كان يحتاجها الاسطول الروسي.
في نهاية القرن الـ 18 وبداية القرن الـ 19 تطورت الصناعة في المدينة بسرعة كبيرة وازداد عدد سكانها ليصل عام 1858 إلى حوالي 20 الف نسمة. في عام 1870 ربطت المدينة بخطوط سكك الحديد وظهرت فيها المعامل والمصانع التي كان اكبرها مصنع إنتاج ورق الكتابة. ومع بداية القرن الـ 20 بدأت المكننة تزاحم العمل اليدوي في المصانع والمعامل وعلى اثر ذلك ظهرت مؤسسات جديدة لإنتاج الكتان والكحول والزيوت.
خلال العهد السوفيتي أصبحت المدينة من أكبر مراكز إنتاج الكتان وافتتحت فيها مصانع عديدة للانسجة والورق والمواد الغذائية وغيرها.

### المدينة خلال الحرب الوطنية العظمى (1941- 1945)
شهدت المدينة خلال الحرب الوطنية العظمى معارك ضارية جدا لم تشهد مثيلا لها مدينة ثانية. فمنذ يوليو/ تموز عام 1941 بدأت الطائرات الحربية الألمانية بغارات مستمرة على المدينة، وفي اثناء معركة موسكو احتلت القوات الفاشية المدينة في 14 أكتوبر/ تشرين الأول ولمدة 17 شهرا.

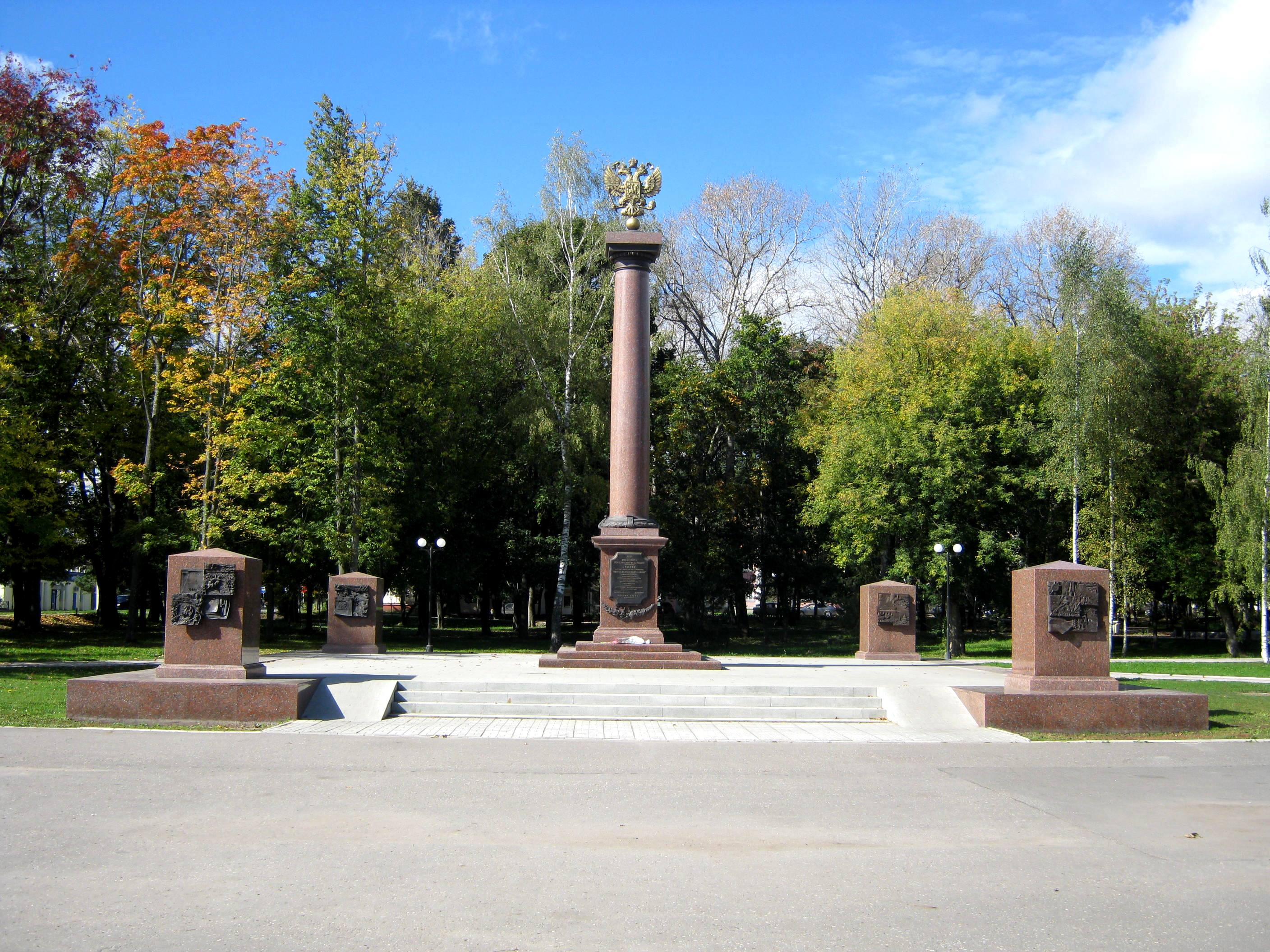
النصب "رجف-مدينة المجد العسكري

لقد استمرت العمليات العسكرية في منطقة رجيف بدون انقطاع منذ يوم 8 يناير/ كانون الثاني عام 1942 ولغاية 31 مارس / اذار عام 1943 . كانت المسافة من خطوط الجبهة إلى موسكو تعادل 150 كم. فقط لهذا ركزت القيادة الألمانية هنا ثلثي قواتها المختارة المتكونة من الالمان فقط والتي حصلت على الخبرة من المعارك في أوروبا (قوات جيش المركز). وضع هتلر خطة بداية الهجوم على موسكو من هذا المكان وهو ماتوقعته القيادة السوفيتية.
معركة رجيف – من المعارك الدموية التي خاضتها القوات السوفيتية ضد القوات الألمانية التي جرت على محاور رجيف – سيتشيوفكا. تكونت معارك رجيف من أربعة عمليات هجومية مستقلة. العملية الأولى استمرت من شهر يناير/ كانون الثاني وانتهت في شهر أبريل / نيسان عام 1942 . العملية الثانية بدأت في شهر أغسطس/ اب عام 1942 . وبدأت العملية الثالثة في شهرديسمبر/ كانون الأول من نفس السنة والعملية الرابعة والاخيرة بدأت في شهر مارس/ اذار عام 1943 .

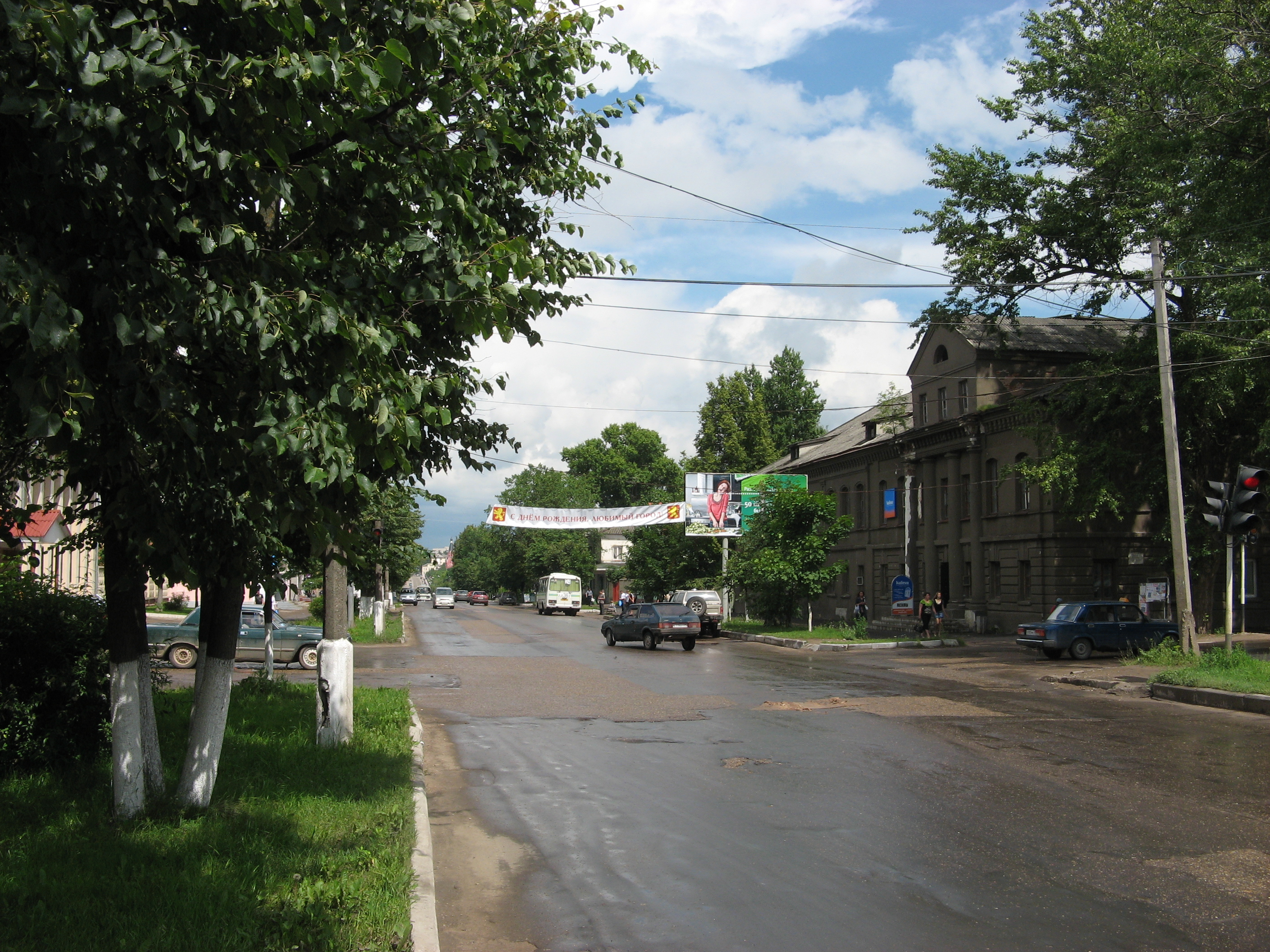
أحد شوارع المدينة

عند بداية العملية الأولى وفي اثناء الهجوم المعاكس للجيش الأحمر تم ابعاد القوات الألمانية عن موسكو مسافة تتراوح بين 100 و250 كم. إلى منطقة تبعد عن رجيف حوالي 30 كم. غربا.
بدأت العملية الأولى (عملية رجيف – فيازما) يوم 8 يناير/ كانون الثاني والتي كانت جزءا من الهجوم المعاكس الذي بدأه الجيش الأحمر واستمرت إلى شهر أبريل / نيسان. تمكنت الدبابات السوفيتية من اختراق الخطوط الدفاعية للقوات الألمانية غرب المدينة وكلفت قوات الجيش الـ 29 بتوسيع رقعة الاختراق ومن ثم تحرير رجيف بمساعدة الجيش الـ 31 . لم تقيم القيادة السوفيتية قوة العدو بشكل صحيح مما ادى إلى وقوع الجيش الـ 29 في كماشة القوات الألمانية بالكامل. بلغت خسائر الجيش الأحمر في هذه العملية حوالي 770 الف مقاتل بين قتيل وجريح.
في 16 يوليو/ تموز 1942 قبل بدأ معركة ستالينجراد بيوم واحد امرت القيادة العسكرية السوفيتية المباشرة بالعملية الثانية (عملية رجيف – سيتشيوفكا) ومن أهم خصوصيات هذه العملية كونها فجائية. تمكنت القوات السوفيتية من اختراق الخطوط الدفاعية للعدو وتقدمت في العمق لمسافة تتراوح بين 15 و 30 كم.باتجاه سيتشيوفكا. وفي الفترة من 7 إلى 10 أغسطس / اب عام 1942 قامت القوات الألمانية بهجوم معاكس. لقد شارك في هذه المعركة التي تعتبر إحدى أكبر معارك الدبابات في التاريخ أكثر من 1500 دبابة من الجانبين وتمكنت القوات الألمانية من وقف تقدم الجيش الأحمر نحو سيتشيوفكا. بلغت خسائر الجيش الأحمر حسب ارشيف وزارة الدفاع حوالي 195 الف مقاتل بين قتيل وجريح.
ازداد الصراع على المدينة شدة وتمكنت القوات السوفيتية في شهر سبتمبر/ ايلول من اختراق خطوط دفاع القوات الألمانية والدخول إلى المدينة حيث بدأت معارك ضارية في شوارعها. وتمكن الالمان من السيطرة على المدينة بعد خسائر جسيمة وجهود كبيرة. وكانت خسائر الجيش الأحمر في هذه العملية حوالي 400 الف مقاتل.
بدأ الهجوم السوفيتي الجديد في 25 نوفمبر/ تشرين الثاني عام 1942 . وضع خطة هذا الهجوم القائد العسكري غيورغي جوكوف وكانت الخطة تهدف إلى توجيه ضربات قوية من الجناحين وتطويق وابادة القوة الاساسية لـ «جيش المركز»، لم ينجح الجيش الأحمر في هذه العملية وذلك لان قوات الجبهة الغربية لم تتمكن من تحقيق الخطة المناطة بها ولم تتمكن من لقاء القوات التي اخترقت الدفاعات الألمانية من الجانب الاخروالتي تعرضت بدورها إلى هجمات قوية مضادة مما اضطر القيادة إلى استخدام القوات الاحتياطية لانقاذ القوات المحاصرة. بعدها في 15 ديسمبر/ كانون الأول توقفت العمليات الهجومية السوفيتية وكانت خسائر الجيش الأحمر أكثر من 200 الف مقاتل.
في 6 فبراير/ شباط عام 1943 امرت القيادة العسكرية السوفيتية بالتحضير لعملية «رجيف – فيازما» الهجومية الثانية وكان الهدف من هذه العملية القضاء على القوة الاساسية لـ «جيش المركز».
لقد صرفت القيادة الألمانية ما كان لديها من عتاد وذخائر احتياطية في معارك الشتاء وتخوفت من امكانية وقوعها في الاسر كما حصل في ستالينغراد وبرهنت لهتلر ضرورة انسحابها من هذه الكماشة وتقليص طول الجبهة. وافق هتلر على هذا الطلب وامر بالانسحاب.
في 2 مارس/ اذار استلمت القوات السوفيتية امرا بالهجوم وكانت القوات الألمانية قد بدأت انسحابها المنظم. وصلت القوات السوفيتية إلى ضواحي المدينة واحتلت عددا من القرى بعد معارك سريعة ضد القوات الألمانية وفي 3 مارس/ اذار حررت المدينة. لم تستقر القوات في رجيف بل تقدمت خلف القوات الألمانية المنسحبة مكبلة ايها خسائر كبيرة في الارواح والمعدات. في 31 مارس/ اذار تم ابعاد خط الجبهة 100 كم. أخرى نحو الغرب وازيل الخطر عن العاصمة موسكو. بلغت خسائر الجيش الأحمر في هذه العملية حوالي 39 الف قتيل وحوالي 100 الف جريح.
لقد بلغ عدد ضحايا عمليات رجيف حسب المعطيات الرسمية أكثر من مليون قتيل، ولكن هناك معطيات غير رسمية تقول ان عدد الضحايا تجاوز مليوني مقاتل أي ضعف عدد الضحايا في معركة ستالينجراد.
لقد نجحت قوات الجيش الأحمر خلال هذه المعارك الطاحنة رغم الخسائر الجسيمة التي قدمتها من ايقاف تقدم القوات الألمانية نحو موسكو مما اضطر القيادة الألمانية إلى سحب جزءا من قواتها من ستالينغراد ونقلها إلى رجيف.

## رجيف اليوم
توجد في المدينة اليوم مصانع ضخمة لإنتاج المعدات الكهربائية والرافعات البرجية والعادية إضافة إلى مصانع المواد الغذائية والصناعات الخفيفة والاخشاب وصناعة الانسجة الكتانية التي تشتهر بها المدينة منذ القدم.

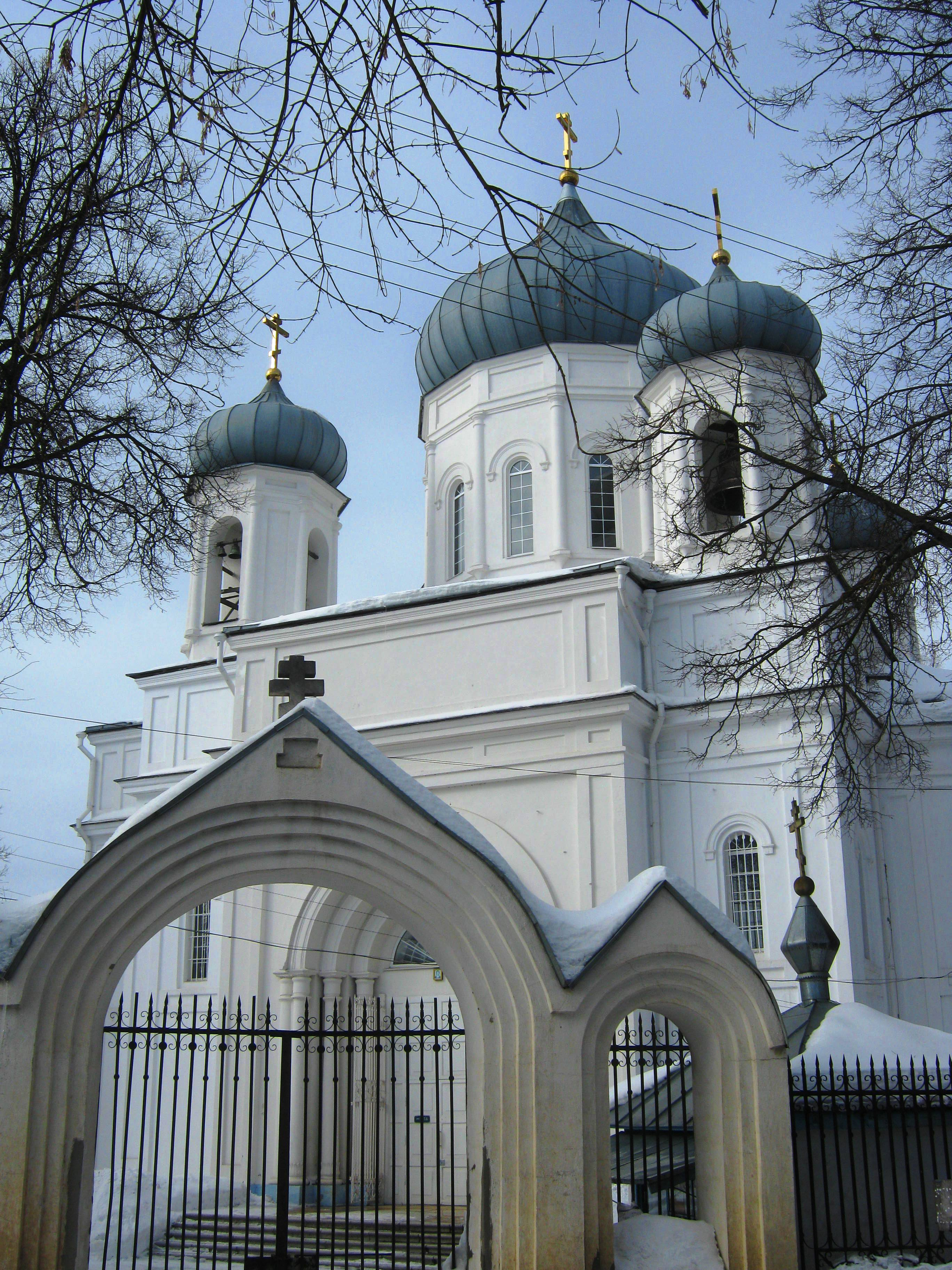
كنيسة الصعود

يوجد في المدينة عدد من المتاحف اهمها متحف الحرب الوطنية العظمى ومتحف الإقليم وغاليري اللوحات الفنية وقاعات للمعارض ونادي اليخوت.
من المباني التاريخية التي مازالت قائمة حتى اليوم – كنيسة يوحنا المعمدان (1818 وقبة النواقيس 1841) وكنيسة الصعود (1855) وكنيسة سمولينسك (1861) ودور سكنية تعود للقرنين 18 و19.

## المدن الشقيقة
| - سيليسترا، بلغاريا. - سالو، فنلندا. |